# William Howard Russell
William Howard Russell (Tallaght (Dublin), 28 maart 1820 - Londen, 11 februari 1907) was een Ierse journalist en oorlogsverslaggever. Zijn artikelen tijdens de Krimoorlog waren een getrouwe weergave van de slechte omstandigheden in het Britse leger, de ellende op het slagveld en de incompetente legerleiding. Hierdoor verwierf hij internationale bekendheid en wordt hij in de journalistieke annalen geëerd als de eerste moderne oorlogsverslaggever. Voor zijn verdiensten werd hij in 1895 geridderd tot commandeur in Koninklijke Orde van Victoria.

## Biografie

### Jonge jaren
William Howard Russell werd geboren in een gezin van een protestante vader en een katholieke moeder. De familie verhuisde naar Liverpool, waar Russell naar privéscholen ging. In oktober 1838 keerde hij terug naar Dublin waar hij onderwijs genoot op het Trinity College. Drie jaar later verliet hij het college voortijdig zonder diploma om te gaan werken. Het is aan zijn neef, Robert Russell, te danken dat Russell in de journalistiek terechtkwam. Robert, zelf een journalist, gaf Russell de opdracht de Ierse verkiezingen in Longford te verslaan.
Na een korte tijd in Cambridge gestudeerd te hebben en gewerkt te hebben als wiskunde-leraar en freelance journalist, werd Russell in 1843 door The Times, de grootste en gezaghebbende krant van Engeland, terug naar Ierland gestuurd voor rapportages van de zogeheten O'Connell meetings Zijn schrijfstijl werd opgemerkt door de hoofdredacteur Delane die William in dienst nam als politiek analist. In 1850 versloeg hij de schermutselingen tussen Denemarken en Sleeswijk-Holstein. Daarmee werden zijn eerste schreden in de oorlogsjournalistiek gezet. 

### Krimoorlog
In oktober 1853 brak de Krimoorlog uit, een van de eerste moderne oorlog vanwege de grote impact van de technische veranderingen als tactisch gebruik van spoorwegen en de telegraaf. In 1854 werd Russell door de Times uitgezonden en gedurende 22 maanden beschreef Russell de slechte omstandigheden in het Britse leger dat meer slachtoffers maakte dan de daadwerkelijke gevechten. Russell verkreeg de meeste faam dankzij artikelen als Siege of Sevastopol en The Charge of The Light Cavalry. Voor het versturen van deze artikelen maakte Russell zelden gebruik van de telegraaf, omdat het leger meeluisterde. Zijn artikelen waren dan ook zo'n drie weken onderweg per schip. 
Mede door zijn snoeiharde kritiek zorgde Russell voor een beweging waardoor de Britse regering van George Hamilton-Gordon in februari 1855 viel. Vanwege de negatieve berichtgeving stuurde de nieuwe Britse regering onder leiding van Henry John Temple de fotograaf Roger Fenton naar de Krim om de Britse heldendaden vast te leggen. Op zijn foto's is niet één dode te zien. Fenton wordt beschouwd als de eerste oorlogsfotograaf.
De berichtgeving van Russell over de slechte medische verzorging van gewonde Britse soldaten leidde toe dat Florence Nightingale naar Turkije afreisde om de reorganisatie van de medische zorg te leiden. Door een betere hygiëne  en verbetering van de leefomstandigheden werd een grote verbetering bereikt. Ook Alfred Tennyson werd geïnspireerd door het artikel The Charge of The Light Cavalry en schreef in 1854 het gedicht The Charge of the Light Brigade.

### Latere oorlogsjaren
Na de Krimoorlog werd Russell enkele keren uitgezonden om diverse oorlogen te verslaan. Tijdens de Indiase Sepoy-opstand van Indiase soldaten in 1857 stelde hij de harde optreden van zijn landgenoten aan de kaak. In 1861 werd hij geweerd door het Noordelijke leger nadat hij de tactiek van generaals in de Eerste Slag bij Bull Run in de Amerikaanse Burgeroorlog hekelde. Hij heeft de Tweede Duits-Deense Oorlog in 1864 verslagen. In 1866 was hij bij de Duitse Oorlog, waar hij de Slag bij Königgrätz meemaakte. In 1871 beschreef hij de Franse nederlaag bij Sedan tijdens de Frans-Duitse Oorlog. In 1879 bracht hij verslag uit van de Zoeloe-oorlog en stopte in 1882 als oorlogscorrespondent.
Hij werd in mei 1895 voor zijn verdiensten geridderd met de Victorian Orde. Russell was tot kort voor zijn dood zelf redacteur en eigenaar van de Army and Navy Gazette.

### Familie
Russell trouwde twee keer. Zijn eerste huwelijk was in 1846 met de Ierse Mary Burrows. Na haar dood in 1867 trouwde hij in 1884 met de Italiaanse gravin Antoinette Malvezzi met wie hij getrouwd bleef tot zijn dood in 1907. Hij overleed op 11 februari 1907 en werd naast zijn eerste vrouw begraven.

## Trivia
- William Howard Russell komt voor in de De Blauwbloezen-strip De oorlogscorrespondent. Daar wordt hij afgebeeld als een zwijgzame journalist, die gezeten op een ezel wordt begeleid door korporaal Blutch en sergeant Chesterfield. De ezel is een verwijzing naar de Democratische Partij in de Verenigde Staten.